# Región de Casablanca-Settat
Casablanca-Settat (en árabe: الدار البيضاء - سطات‎; bereber: ⴰⵏⴼⴰ - ⵙⵟⵟⴰⵜ) es una de las doce regiones de Marruecos. Cubre un área de 20 166 km² y tiene una población de 6 861 739 habitantes según el censo marroquí de 2014, el 69% de los cuales vivía en áreas urbanas. La capital de la región es Casablanca.

## Historia
Casablanca-Settat se formó en septiembre de 2015 al fusionar Gran Casablanca con las provincias de El Jadida y Sidi Bennour de la región de Dukala-Abda y las provincias de Benslimane, Berrechid y Settat de la región de Chauía-Uardiga.

## Geografía
Casablanca-Settat se encuentra en la costa atlántica. Limita con Rabat-Salé-Kenitra al noreste, Beni Melal-Jenifra al sureste y Marrakech-Safí al sur. Parte de la frontera con Marrakech-Safí sigue el curso del ríoMorbeya, que fluye hacia el noroeste y desemboca en el Atlántico en Azamor. El río divide la región en dos llanuras, Doukkala en el oeste y Chaouia en el este. Varios embalses proporcionan agua para la región, incluido el embalse de Al Massira en Oum Er-Rbia y otra en el Oued Mellah al sur de Mohammedía.
Casablanca-Settat comprende dos prefecturas y siete provincias:
- Prefectura de Casablanca
- Prefectura de Mohammedía
- Provincia de Benslimane
- Provincia de Berrechid
- Provincia de El Yadida
- Provincia de Mediuna
- Provincia de Nouaceur
- Provincia de Settat
- Provincia de Sidi Bennour